# John Salley
John Thomas Salley (Brooklyn, Nueva York, 16 de mayo de 1964) es un exjugador de baloncesto estadounidense que jugó como profesional entre las décadas de 1980 y 1990. Se ganó el apodo de Spider (araña) por la forma de intimidar bajo el aro a sus oponentes con sus interminables brazos. Con 2,11 metros, jugó en las posiciones de ala-pívot y pívot.
Fue el primer baloncestista en ganar el título de la NBA con 3 equipos diferentes (1989 y 1990 con los Detroit Pistons, 1996 con Chicago Bulls y 2000 con Los Angeles Lakers), logro igualado posteriormente por otros jugadores.

## Trayectoria deportiva

### Universidad
Jugó durante cuatro temporadas con los Yellow Jackets de la Universidad de Georgia Tech, en la cual promedió unas cifras de 12,4 puntos, 6,4 rebotes y 2 tapones por partido. Es en este último aspecto, el de los tapones, donde realmente destacó, manteniendo el récor de todos los tiempos en su universidad. Su camiseta con el número 24 fue retirado, algo inusual entre las secciones de baloncesto universitario.

### Profesional
Fue elegido en la úndécima posición de la primera ronda del draft de la NBA de 1986 por los Detroit Pistons, donde asumió su condición de sexto hombre, jugando al lado de gente tan destacada como Isiah Thomas, Bill Laimbeer, Joe Dumars o Mark Aguirre, con los que consiguió dos anillos de campeón de la NBA. Tras seis temporadas en la ciudad del motor, fue traspasado a los Miami Heat, donde, tras tres temporadas discretas, fue incluido en el draft de expansión y recaló en el equipo recién creado de los Toronto Raptors, pero negoció la rescisión de su contrato para poder fichar, en esa misma temporada, por los Chicago Bulls de Michael Jordan y Scottie Pippen y ayudarles a conseguir, tras una espectacular temporada en la que consiguieron 72 victorias, récord de la NBA, a ganar el anillo de campeón, el 3º de su colección. Tras esa temporada, anunció su retiro como profesional, pero pronto acabó en Grecia, n el equipo del Panathinaikos BC,  donde jugó apenas unos cuantos partidos, tras los cuales volvió a retirarse.
Sorprendió al mundo cuando aceptó la oferta de Los Angeles Lakers,  que en la temporada 1999-2000 necesitaba un jugador veterano que aportara minutos de descanso a sus titulares. Allí, con compañeros como Shaquille O'Neal o Kobe Bryant, consiguió su 4º campeonato de la NBA, el primero de una serie de tres que conseguiría el equipo Angelino de forma consecutiva.
Al retirarse (por tercera vez en su carrera) al final de la temporada 1999–2000 proclamó que se había convertido en el único jugador en ganar cuatro campeonatos de la NBA en tres franquicias distintas, en tres Décadas diferentes y en dos Milenios distintos.
Fue el primer jugador en ganar el título de la NBA con 3 equipos diferentes (1989 y 1990 con los Detroit Pistons, 1996 con Chicago Bulls y 2000 con Los Angeles Lakers), logro igualado posteriormente en 2005 por el alero Robert Horry, y en 2020 por LeBron James y Danny Green.

## Estadísticas de su carrera en la NBA
|  | Denota temporada en la que ganó un Campeonato de la NBA |

### Temporada regular
| Año     | Equipo      | PJ  | PT  | MPP  | %TC  | %3P  | %TL  | RPP | APP | ROB | TPP | PPP |
| ------- | ----------- | --- | --- | ---- | ---- | ---- | ---- | --- | --- | --- | --- | --- |
| 1986-87 | Detroit     | 82  | 2   | 17.8 | .562 | .000 | .614 | 3.6 | .7  | .5  | 1.5 | 5.3 |
| 1987-88 | Detroit     | 82  | 16  | 24.4 | .566 | –    | .709 | 4.9 | 1.4 | .6  | 1.7 | 8.5 |
| 1988-89 | Detroit     | 67  | 21  | 21.8 | .498 | .000 | .692 | 5.0 | 1.1 | .6  | 1.1 | 7.0 |
| 1989-90 | Detroit     | 82  | 12  | 23.3 | .512 | .250 | .713 | 5.4 | .8  | .6  | 1.9 | 7.2 |
| 1990-91 | Detroit     | 74  | 1   | 22.3 | .475 | .000 | .727 | 4.4 | .9  | .7  | 1.5 | 7.4 |
| 1991-92 | Detroit     | 72  | 38  | 24.6 | .512 | .000 | .715 | 4.1 | 1.6 | .7  | 1.5 | 9.5 |
| 1992-93 | Miami       | 51  | 34  | 27.9 | .502 | –    | .799 | 6.1 | 1.6 | .6  | 1.4 | 8.3 |
| 1993-94 | Miami       | 76  | 45  | 25.1 | .477 | .667 | .729 | 5.4 | 1.8 | .7  | 1.0 | 7.7 |
| 1994-95 | Miami       | 75  | 50  | 26.1 | .499 | –    | .739 | 4.5 | 1.6 | .6  | 1.1 | 7.3 |
| 1995-96 | Toronto     | 25  | 6   | 19.3 | .486 | –    | .723 | 3.9 | 1.6 | .4  | .5  | 6.0 |
| 1995-96 | Chicago     | 17  | 0   | 11.2 | .343 | –    | .600 | 2.5 | .9  | .5  | .9  | 2.1 |
| 1999-00 | L.A. Lakers | 45  | 3   | 6.7  | .362 | –    | .750 | 1.4 | .6  | .2  | .3  | 1.6 |
| Total   | Total       | 748 | 228 | 22.1 | .506 | .214 | .714 | 4.5 | 1.2 | .6  | 1.3 | 7.0 |

### Playoffs
| Año   | Equipo      | PJ  | PT | MPP  | %TC  | %3P  | %TL  | RPP | APP | ROB | TPP | PPP  |
| ----- | ----------- | --- | -- | ---- | ---- | ---- | ---- | --- | --- | --- | --- | ---- |
| 1987  | Detroit     | 15  | 0  | 20.7 | .500 | –    | .643 | 4.8 | .7  | .2  | 1.1 | 6.2  |
| 1988  | Detroit     | 23  | 0  | 27.1 | .538 | .000 | .710 | 6.7 | .9  | .7  | 1.6 | 7.0  |
| 1989  | Detroit     | 17  | 0  | 23.1 | .586 | –    | .667 | 4.6 | .5  | .5  | 1.5 | 8.9  |
| 1990  | Detroit     | 20  | 0  | 27.4 | .475 | –    | .755 | 5.9 | 1.0 | .5  | 1.7 | 9.5  |
| 1991  | Detroit     | 15  | 0  | 20.5 | .543 | –    | .600 | 4.1 | .7  | .4  | 1.3 | 7.5  |
| 1992  | Detroit     | 5   | 1  | 29.8 | .455 | .000 | .821 | 6.0 | 2.8 | .6  | 2.8 | 12.6 |
| 1994  | Miami       | 5   | 5  | 40.2 | .386 | –    | .688 | 8.0 | 1.6 | .4  | 1.0 | 11.0 |
| 1996  | Chicago     | 16  | 0  | 5.3  | .545 | –    | .286 | .7  | .4  | .1  | .1  | .9   |
| 2000  | L.A. Lakers | 18  | 0  | 4.3  | .385 | –    | .700 | 1.2 | .2  | .1  | .3  | .9   |
| Total | Total       | 134 | 6  | 20.1 | .505 | .000 | .690 | 4.4 | .8  | .4  | 1.2 | 6.4  |